# Tinhela
Tinhela é uma povoação portuguesa do Município de Valpaços que foi sede da extinta Freguesia de Tinhela, freguesia que tinha 15,34 km² de área e 196 habitantes (2011), e, por isso, uma densidade populacional de 12,8 hab/km².
A Freguesia de Tinhela foi extinta (agregada) pela reorganização administrativa de 2012/2013, tendo o seu território sido integrado na então criada Freguesia de Tinhela e Alvarelhos.

## População
| Número de habitantes | Número de habitantes | Número de habitantes | Número de habitantes | Número de habitantes | Número de habitantes | Número de habitantes | Número de habitantes | Número de habitantes | Número de habitantes | Número de habitantes | Número de habitantes | Número de habitantes | Número de habitantes | Número de habitantes |
| -------------------- | -------------------- | -------------------- | -------------------- | -------------------- | -------------------- | -------------------- | -------------------- | -------------------- | -------------------- | -------------------- | -------------------- | -------------------- | -------------------- | -------------------- |
| 1864                 | 1878                 | 1890                 | 1900                 | 1911                 | 1920                 | 1930                 | 1940                 | 1950                 | 1960                 | 1970                 | 1981                 | 1991                 | 2001                 | 2011                 |
| 663                  | 674                  | 673                  | 730                  | 844                  | 641                  | 692                  | 733                  | 825                  | 854                  | 673                  | 562                  | 394                  | 253                  | 196                  |

(Obs.: Número de habitantes "residentes", ou seja, que tinham a residência oficial neste concelho à data em que os censos  se realizaram.)
| Distribuição da População por Grupos Etários em 2001 e 2011 | Distribuição da População por Grupos Etários em 2001 e 2011 | Distribuição da População por Grupos Etários em 2001 e 2011 | Distribuição da População por Grupos Etários em 2001 e 2011 | Distribuição da População por Grupos Etários em 2001 e 2011 | Distribuição da População por Grupos Etários em 2001 e 2011 | Distribuição da População por Grupos Etários em 2001 e 2011 | Distribuição da População por Grupos Etários em 2001 e 2011 | Distribuição da População por Grupos Etários em 2001 e 2011 | Distribuição da População por Grupos Etários em 2001 e 2011 |
| ----------------------------------------------------------- | ----------------------------------------------------------- | ----------------------------------------------------------- | ----------------------------------------------------------- | ----------------------------------------------------------- | ----------------------------------------------------------- | ----------------------------------------------------------- | ----------------------------------------------------------- | ----------------------------------------------------------- | ----------------------------------------------------------- |
| Idade                                                       | 0-14                                                        | 15-24                                                       | 25-64                                                       | > 65                                                        |                                                             | 0-14                                                        | 15-24                                                       | 25-64                                                       | > 65                                                        |
| 2001                                                        | 29                                                          | 26                                                          | 115                                                         | 83                                                          |                                                             | 11,5%                                                       | 10,3%                                                       | 45,5%                                                       | 32,8%                                                       |
| 2011                                                        | 15                                                          | 17                                                          | 93                                                          | 71                                                          |                                                             | 7,7%                                                        | 8,7%                                                        | 47,4%                                                       | 36,2%                                                       |

## Património
- Ponte romana de Tinhela
  - Igreja Paroquial de Tinhela
  - Capela de N.º Senhor dos Aflitos
  - Capela de N.ª Senhora da Natividade
  - Capela de Santo Amaro
  - Ponte romana
  - Fontes de mergulho (Agordela; Monte de Arcas – Prado; Monte de Arcas – Barreirinho; Tinhela)
  - Forno comunitário
  - Calçada romana
  - Alminhas
  - Sepultura antropomórfica
  - Construção característica (Pombais típicos)
  - Rochedo com gravuras tipo covinhas
  - Fraga das cruzes
  - Lagar – Lugar do Codeçal
  - Castro do Monte “Crasta”

- - Parque de merendas
  - Parque infantil
  - Miradouro
  - Moinhos de água do Rio Calvo